# Jeová

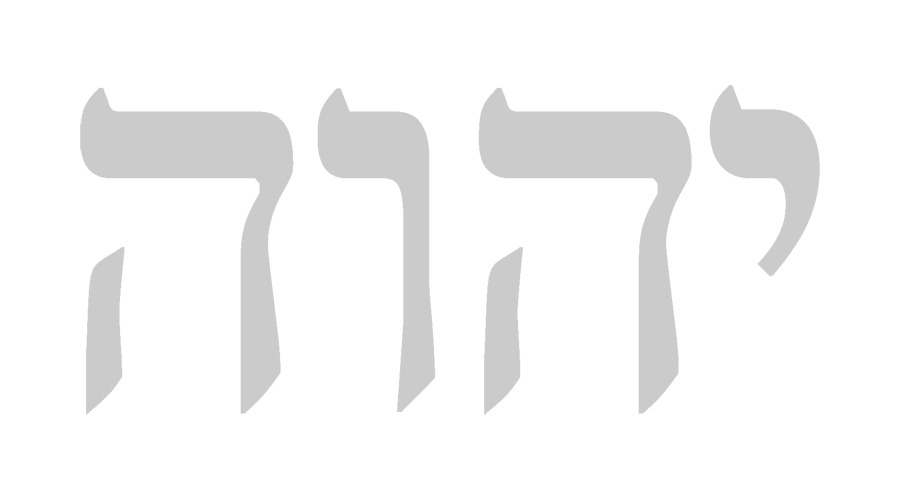
O nome Jeová, em hebraico, é derivado do verbo HWH que significa "vir a ser; tornar-se". Muitos eruditos creem que esse nome reflete a forma causativa desse verbo. Na Bíblia, em Êxodo 3:14 o próprio Jeová descreve a essência do seu nome.

Jeová é uma das transliterações latinizadas do tetragrama יהוה (YHWH), o nome próprio do Deus de Israel no Antigo Testamento e um dos Nomes de Deus no Judaísmo.  
Originariamente, em aramaico e hebraico, era escrito e lido horizontalmente, da direita para esquerda יה-וה; ou seja, HVHY. Formado por quatro consoantes hebraicas — Yud י Hêi ה Vav ו Hêi ה ou יה-וה. O Tetragrama YHVH tem sido latinizado para JHVH já por muitos séculos.
O tetragrama aparece 6.828 vezes — sozinho ou em conjunção com outro “nome” — no texto hebraico do Antigo Testamento. Os nomes YaHVeH (vertido em português para Javé), ou YeHoVaH (vertido em português para Jeová), são transliterações possíveis nas línguas portuguesas e espanholas, mas alguns eruditos preferem o uso mais primitivo do nome das quatro consoantes YHVH, já outros eruditos favorecem o nome Javé (Yahvéh ou JaHWeH). Ainda alguns destes estudiosos concordam que a pronúncia Jeová (YeHoVaH ou JeHoVáH), seja correta, sendo esta última a pronúncia mais popular do Nome de Deus em vários idiomas.
A vocalização histórica foi perdida porque no judaísmo do Segundo Templo, durante os séculos III a II a.C., a pronúncia do tetragrama passou a ser evitada, sendo substituída por Adonai ("meu Senhor"). Os pontos vocálicos hebraicos de Adonai foram adicionados ao tetragrama pelos massoretas e a forma resultante foi transliterada por volta do século XII como Jeová  na obra Pugio fidei escrita em 1270 pelo frade católico dominicano Raymund Martin.

## Pronúncia
Dentre os estudiosos, existem algumas controvérsias sobre se a pronúncia do tetragrama, sendo que muitos afirmam que os sons vocálicos originais do Tetragrama YHWH jamais serão conhecidos, estando perdida a pronúncia original, como pode-se notar na revista Sentinela: "Simplesmente não sabemos como os servos de Deus no passado pronunciavam esse nome em hebraico".
Outros defendem que a vocalização do tetragrama יהוה foi "Yahweh". O "Javé" em duas sílabas, e que "Jeová" é apenas uma forma híbrida derivada da combinação das letras latinas JHVH com as vogais de "Adonai".
Outros estudiosos, sustentam que alguns artefatos da Antiguidade podem ser interpretados em favor igualmente de "Javé" ou de "Jeová".
Além disso, os que defendem a pronuncia "Jeová" citam demais nomes próprios de personagens bíblicos como exemplos de que o nome de Deus teria 3 sílabas, como por exemplo os nomes Jonatã na Bíblia hebraica, significa “YHWH deu”. O nome do profeta Elias que significa: “Meu Deus é YHWH.” Da mesma forma, o nome hebraico para Jeosafá significa “YHWH julgou”.
A pronúncia do Tetragrama com duas sílabas, como “Javé” (ou “Yahweh”), não permitiria a existência do som da vogal. Os nomes próprios de personagens bíblicos fornecem indício da antiga pronúncia do nome de Deus, assim, alguns eruditos concordam que a pronúncia “Jeová”, seja correta. 

## Uso em traduções bíblicas

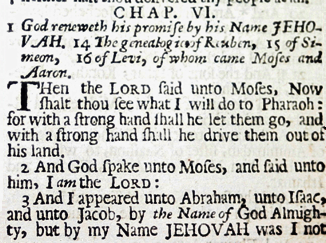
"Jehovah" em Êxodo 6:3 (Bíblia do Rei Jaime, 1611)

Em inglês, as primeiras versões da Bíblia traduziam o tetragrama יהוה geralmente com "LORD" (Senhor) ou, em pouquíssimas passagens, com "Jehovah" (Jeová). Assim, a King James Version 1611 transcreve o tetragrama com JEHOVAH apenas quatro vezes como tal (Êxodo 6:3; Salmo 83:18; Isaías 12:2; Isaías 26:4) e três vezes em nomes de lugares (Gênesis 22:14; Êxodo 17:15; e Juízes 6:24). Mais tarde, de meados do século XIX até as primeiras décadas do século XX, as novas versões em inglês o traduziram com "Jehovah". Porém, desde 1939, prevalece a prática anterior de usar (exceto em muito poucas passagens) "LORD" (Senhor) ou o uso de "Yahweh".
Em português, a Bíblia Sagrada de João Ferreira de Almeida, na primeira Edição Original, de 1693, empregou aproximadamente 6.800 vezes a forma JEHOVAH, como se pode ver nas reimpressões de 1693, 1750, 1812, 1860, 1870 e 1890. A Edição Revista e Corrigida (1948) retém o Nome em sua forma modernizada (Jeová) em lugares tais como Salmo 83:18; Isaías 12:2, dentre outros, e extensivamente, no livro de Isaías, Jeremias e Ezequiel.
A Tradução do Novo Mundo das Testemunhas de Jeová apresenta "Jeová" como tradução do tetragrama יהוה em todos os lugares onde aparece no Antigo Testamento e, além disso, usa-o para representar muitas instâncias de κύριος (Senhor em grego) no Novo Testamento.
Em espanhol, a Versão Reina-Valera originalmente usou "Jehová" aproximadamente 6.800 vezes. No entanto, a edição de 1960 informa: "Os hebraístas chegaram a um acordo geral de que a pronúncia original deve ter sido Javé"., e a revisão de 1990 ("Reina Valera Contemporánea") usa "El Señor".

## Transcrição em diferentes idiomas
| Africâner                   | Jehóva                                  | Romeno      | Iehová                       |
| Árabe                       | Alá/Jahová(يهوه)                        | Maori       | Ihowá                        |
| Awabakal                    | Yehóa                                   | Motu        | Iehová                       |
| Bósnio                      | Jehová                                  | Macedônio   | Јахве                        |
| Bugotu                      | Jihová                                  | Narrinyeri  | Jehovah                      |
| Búlgaro                     | Йехова                                  | Nembe       | Jihová                       |
| Croata                      | Jehová / Jahve                          | Petats      | Jihouvá                      |
| Dinamarquês                 | Jehová                                  | Polonês     | Jehowah / Jahweh             |
| Holandês                    | Jehová / Jahwe(h)                       | Português   | Iavé / Javé / Iehová / Jeová |
| Efique                      | Jehovah                                 | Eué (Ʋegbe) | Yehowah                      |
| Inglês                      | Jehovah / Yahweh                        | Russo       | Иегова / Яхве                |
| Fijiano                     | Jiová                                   | Samoano     | Ieová                        |
| Finlandês                   | Jahve / Jehova                          | Sérvio      | Јехова / Jehová              |
| Francês                     | Yahvéh / Jéhovah                        | SeSotho     | Jehová                       |
| Futuna                      | Ihovah                                  | Espanhol    | Yahveh /Jehová               |
| Alemão                      | Jehovah / Jahwe                         | Suaíli      | Yehová                       |
| Grego                       | Iehová / Yiahve Ιεχωβά / Γιαχβέ         | Sueco       | Jehovah / Jahve              |
| Húngaro                     | Jahve / Jehová                          | Tagalo      | Jehová/Yahweh                |
| Ibo                         | Jehová                                  | Taitiano    | Jehovah                      |
| Indonésio                   | Yehuwá                                  | Tonganês    | Jihová                       |
| Italiano                    | Yahweh / Jahve                          | Turco       | Yehová                       |
| Japonês                     | YAHAWÉ ヤハウェ                         | XiVenda     | Yehová                       |
| Coreano                     | Yeohowá 여호와 / Yahwe 야훼             | Xossa       | Yehová                       |
| Mandarim chinês tradicional | Yéhéuá / Yǎwēi / Yǎwēi 耶和華/雅威/雅巍 | Iorubá      | Jehofah                      |
| Mandarim chinês simples     | Yéhéuá / Yǎwēi / Yǎwēi 耶和华/雅威/雅巍 | Zulu        | Jehová                       |